# 팜스코
주식회사 팜스코(FARMSCO)는 하림그룹 계열의 사료 기업이다.

## 같이 보기
- 하림지주